# Дипињано
Дипињано (итал. Dipignano) је насеље у Италији у округу Козенца, региону Калабрија.
Према процени из 2011. у насељу је живело 1252 становника. Насеље се налази на надморској висини од 724 м.

## Становништво
| 1951. | 1961. | 1971. | 1981. | 1991. | 2001. | 2011. |
| ----- | ----- | ----- | ----- | ----- | ----- | ----- |
| 4.346 | 3.924 | 3.156 | 3.347 | 3.865 | 4.192 | 4.440 |